# 폴란드 핸드볼 국가대표팀

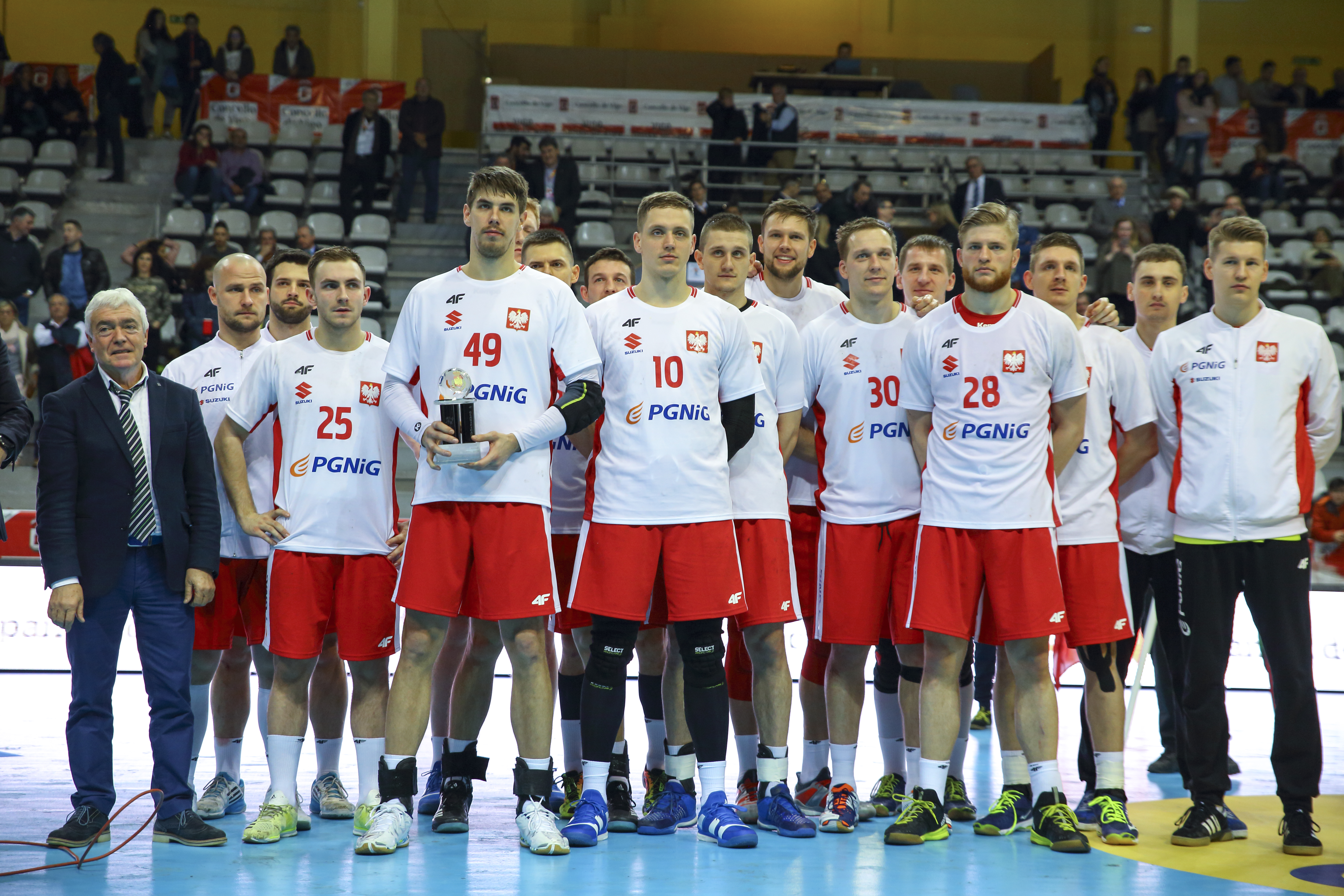

폴란드 핸드볼 국가대표팀(폴란드어: Reprezentacja Polski w piłce ręcznej)은 폴란드를 대표하여 국제 경기에 참가하는 핸드볼 국가대표팀이며, 폴란드 핸드볼 연맹이 운영하고 있다.